# Euphyia subtersignata
Euphyia subtersignata är en fjärilsart som beskrevs av Louis Beethoven Prout 1916. Euphyia subtersignata ingår i släktet Euphyia och familjen mätare. Inga underarter finns listade i Catalogue of Life.